# Enrico Bosio
Enrico Bosio (San Germano Chisone, 22 gennaio 1850 – Bergamo, 11 giugno 1935) è stato un pastore protestante e teologo italiano.

## Biografia
Nato in una modesta famiglia di contadini da Giovanni e da Maddalena Jahier, terminata la scuola elementare fu  avviato agli studi secondari, dapprima nella “Scuola latina” di Pomaretto, poi nel “Collegio Valdese” di Torre Pellice.
Nel 1868 si iscrisse alla Facoltà valdese di teologia di Firenze dove ebbe come docenti Paolo Geymonat, Luigi De Sanctis e Giovanni Pietro Revel, e dove, con il compagno di studi Ernesto Tron,  fondò  l’associazione giovanile «La speranza». Terminato il triennio di studi, nel 1871 si recò a Belfast per un ulteriore anno perfezionamento presso la facoltà di teologia attiva in quella città. Rientrato in Italia nel 1872 fu pastore pastore sostituto nelle chiese valdesi di Pisa, Sampierdarena, Palermo e Riesi, in provincia di Caltanissetta.
Dopo la sua consacrazione al ministero pastorale, celebrata nel 1873, si trasferì a Genova come coadiutore del presidente del comitato di evangelizzazione, Matteo Prochet e, dopo alcuni altri incarichi in territorio ligure, nel 1876 fu nominato pastore della chiesa di San Germano Chisone dove diresse anche le riviste valdesi «L'écho des Vallées» e «Le Témoin» Qui rimase sino al 1889 quando fu chiamato  alla cattedra di esegesi biblica nella Facoltà valdese di teologia insegnandovi sino al 1913, anno della sua collocazione a riposo.

Nel corso del suo magistero scrisse numerosi saggi teologici ed una serie di commentari al Nuovo Testamento, che lo resero famoso nella cerchia degli esperti.

### Riconoscimenti
“...I meriti del Bosio vennero riconosciuti dalle università di Aberdeen e di Ginevra, le quali, rispettivamente nel 1905 e nel 1909, gli conferirono la laurea honoris causa in teologia...”

## Opere
- L'Epistola di San Paolo ai Romani, Firenze 1896
- Le Epistole di San Paolo ai Corinti, Firenze 1901
- L'Epistola agli Ebrei, Firenze 1904
- Le Epistole pastorali di San Paolo, Firenze 1909
- Le prime Epistole di San Paolo, Firenze 1914
- Le Epistole cattoliche, Firenze 1923
- L'Apocalisse di S. Giovanni, Firenze 1924